# Holcojoppa pyrina
Holcojoppa pyrina là một loài tò vò trong họ Ichneumonidae.